# Philippe Zoummeroff
Philippe Zoummeroff, né le 10 mars 1930 à Paris et mort le 27 juillet 2020 à Courbevoie, est un ancien industriel et l'un des collectionneurs, bibliophiles et des mécènes les plus actifs de France.

## Biographie
Fils d'un père tchétchène, pêcheur de perles, nommé Jenia Zoummeroff et d'une mère française appelée Colette Moses, d'origine péruvienne par son père, Philippe Zoummeroff est encore un enfant juif quand il est converti au catholicisme en 1940.
Il suit des études au Massachusetts Institute of Technology à Boston (1950-1951) puis à l'École spéciale des travaux publics à Paris (1952-1954).
Il effectue son service militaire dans l'Armée de l'air et en sort avec le grade de capitaine (1954-1957). 
Jeune ingénieur, il prend en 1958 la direction de la Facom, qu'il conservera jusqu'en 1990. Fondée en 1918 par son grand-père maternel, ingénieur des Arts et Manufactures, Louis Mosès — l’inventeur de la clé anglaise —, puis passée entre les mains de son fils, André Mosès (1916-1974), la Facom a été la première compagnie d'outillage à main d'Europe,.
En 1992, il devient administrateur de l'Association des amis de la Bibliothèque nationale de France. À partir de 1999, il est membre de l'Association française de criminologie. En 2014, il devient membre du Conseil national de l'exécution de la peine,.
Collectionneur animé d'une passion encyclopédique de la culture, Philippe Zoummeroff a la volonté de la partager avec le plus grand nombre, dans une grande œuvre de mécénat apportée aux institutions publiques, dans « l’espoir d’une culture universelle, ouverte à toutes les œuvres de la pensée sans frontières de disciplines ni de nations, et accessible à tous les esprits ».
Il meurt à 90 ans, le 27 juillet 2020, alors qu'il mettait la dernière main à sa biographie de l'inventeur Thomas Edison.

## Collectionneur et mécène
Philippe Zoummeroff commence à s'intéresser à l'opéra à l'âge de 19 ans et se penche vingt ans plus tard sur la philatélie puis rassemble des documents sur l'Algérie ou concernant d'autres domaines encore.
Éveillé par la lecture du Surveiller et punir de Michel Foucault, il rassemble une importante collection sur la justice constituée de livres et manuscrits concernant non seulement les crimes et délits de droit commun, mais aussi les crimes politiques, les persécutions religieuses, la Mafia, le goulag, les bagnes, les révolutions, de l'Ancien Régime au XXe siècle, assortis de nombreux témoignages de prisonniers, de gardiens, de juges, d'avocats, d'assassins, de légistes, de poètes et de dictateurs,... 
Il transforme ses passions en collections par le mécénat. « Il faut concrétiser sa passion. Une collection doit être dynamique, servir à quelque chose. Mourir avec sa collection, ça ne m'intéresse pas » déclare-t-il.
Cinq collections ont été successivement constituées par lui :

### Opéras, 1949-1968
Collection de centaines de milliers de disques dont 100 000 disques 78 tours. Il a retrouvé tous les disques d’opéra depuis 1896, dont le premier enregistrement par Thomas Edison, jusqu’à la fin du 78 tours. En 2002, Philippe Zoummeroff fait don à la phonothèque de la Bibliothèque nationale de France 100 000 disques dont 2 000 disques rares,,.
Il est le créateur du Cercle international d'art lyrique en 1960 (48 associations dans le monde) et le fondateur de la revue Opéra en 1962. Il est aussi le producteur de l'un des premiers enregistrements de Maria Meneghini, la future Maria Callas, et des enregistrements de 70 opéras sous le label Vega.

### Philatélie, 1970-2000
Collection de 50 000 des timbres les plus rares de tous les pays, en parfait état, diffusés entre 1840 et 1912, dont une collection unique de timbres et marques postales d'Algérie, Tunisie et Guadeloupe. En 1988, cette collection a donné lieu à une dation, la première dont ait bénéficié le Musée de la Poste : « 34 albums contenant des lettres d’Algérie, avec tous les timbres et oblitérations depuis le milieu du XVIIIe siècle jusqu’à l'indépendance de ce pays, deux albums de lettres de la Guadeloupe, cinq albums d’essais et d’épreuves de timbres-poste français des origines à 1920, soit 16 500 pièces ».
Elle a fait l’objet d’une exposition au Musée de la Poste en 1989 : « Collection. Passion. Dation. L'Algérie de Philippe Zoummeroff ».

### Histoire de l'Algérie, 1970-2000
Documentation sur l'Algérie comprenant 7 000 volumes, « tous les documents depuis les Turcs jusqu’à la conquête française » mais aussi des manuscrits et des photographies, qui ont fait l'objet de trois dations successives dont ont bénéficié les Archives nationales en 1999 et 2000. Les documents sont conservés aux Archives nationales d'Outre-mer à Aix-en-Provence. 
En 2004, il publie chez Fayard Abd El-Kader, avec Smaïl Aouli.

### Bibliophilie, 1980-2000
Collection de 10 000 livres anciens en français, éditions originales concernant la littérature, les voyages, les sciences, la philosophie, la médecine, la gastronomie, les loisirs. 
Dans ce cadre, Philippe Zoummeroff a soumis à la Bibliothèque nationale l'idée d’une exposition « dont la vocation serait de présenter ce qui avait été écrit en français dans toutes les disciplines, sur une période de mille ans ». De ce projet est née en 1990 l’exposition « En français dans le texte : dix siècles de lumières par le livre ». Dans la préface du catalogue, Emmanuel Le Roy Ladurie, administrateur général de la Bibliothèque nationale, remercie « Philippe Zoummeroff, l'un des plus compétents et dévoués mécènes de la Bibliothèque nationale ».
Cinq ans plus tard, il apporte son soutien pour l’exposition Creating French Culture. Treasures from the Bibliothèque nationale de France  organisée à la bibliothèque du Congrès à Washington. En 2010 encore, il contribue activement pour l’exposition La Bastille ou « l’enfer des vivants » à la bibliothèque de l’Arsenal.
Les dernières années de sa vie, il aide à créer la base « Les sciences au fil du temps », consacrée à l’histoire des sciences afin de pouvoir la mettre à la disposition d’un large public, en collaboration avec le département Sciences et techniques de la BnF.

### Justice pénale, 1999-2014
Collection de 15 000 livres imprimés, 1 000 manuscrits et 5 000 images rares (photographies, dessins, gravures) relatifs à la justice pénale. Un site Internet est consacré en 2007 à la « Bibliothèque Zoummeroff », bibliothèque française de criminologie (catalogue en ligne, expositions virtuelles), qui met tous ses documents à la disposition du public,. Depuis 2014, Philippe Zoummeroff a confié la gestion de sa bibliothèque numérique de documents historiques et d'entretiens vidéos à la plateforme scientifique criminocorpus . Une collection numérique lui est dédiée dans la bibliothèque d'histoire de la justice, des crimes et des peines.
Membre de l'Association française de criminologie depuis 1999, Philippe Zoummeroff propose de financer une bourse pour la réinsertion des détenus. En 2001 est créée « La Bourse Philippe Zoummeroff », d’un montant de 12 000 euros. « Cette bourse, unique en Europe, est attribuée tous les deux ans à une personne physique ou à une personne morale auteur d’un projet novateur se déroulant en France dans le domaine de la réinsertion des personnes en détention ou qui ont été détenues »,.
En 2006, il publie avec Nathalie Guibert La prison, ça n'arrive pas qu'aux autres chez Albin Michel. 
Depuis le 29 janvier 2014, à l'invitation de Madame Christiane Taubira, ministre de la Justice, il est membre du Conseil national de l'exécution de la peine,.

#### Vente aux enchères
Le 16 mai 2014, il met en vente à l’hôtel Drouot son impressionnante collection de livres et manuscrits sur la justice pénale et la criminologie, confiée à la maison d’enchères Pierre Bergé & associés. Elle se déroule en deux temps : le matin, la vente est consacrée aux documents depuis 1541 jusqu’à la Révolution française et l’après-midi, aux ouvrages plus récents. 
Sous la pression du Bureau national de vigilance contre l'antisémitisme (BNVCA) et du Conseil des ventes volontaires, il doit retirer de la vente de sa collection, le manifeste nazi d'Adolf Hitler, Mein Kampf, rédigé en allemand, dont il dit que « c'est un plaidoyer monstrueux que personne ne devrait ignorer. Cela appartient à l'histoire ». Est retiré également de cette vente, le livre du Dr Lacassagne, parce que relié en peau humaine tatouée, ayant appartenu à un criminel qui en avait fait don au médecin.

## Distinctions
- Chevalier des Arts et des Lettres (25 mai 2000)
- Chevalier de l'ordre national du Mérite (24 novembre 2006)
- Chevalier de la Légion d'honneur (31 décembre 2008)
- Médaille d'or de l'Administration pénitentiaire (28 novembre 2008)